# Bestuurlijke indeling van Gambia

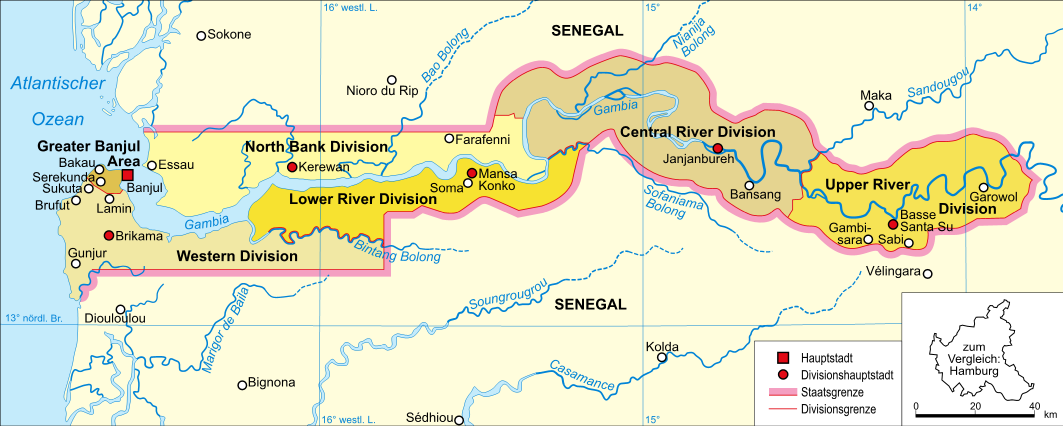
Divisies van Gambia

Gambia is verdeeld in zes zogenaamde divisies. De divisies zijn weer verdeeld in 37 districten.

## Divisies
Hieronder staat een lijst van divisions van Gambia. De hoofdsteden staan tussen haakjes:
- Greater Banjul Area (Banjul)
- Lower River (Mansa Konko)
- Central River (Janjanbureh)
- North Bank (Kerewan)
- Upper River (Basse)
- Western (Brikama)

## Districten
Onder het niveau van divisie is het land verdeeld in 39 districten. Tussen haakjes staat in welke divisie het district is gelegen.
1. Banjul - (Greater Banjul Area)
2. Central Baddibu - (North Bank Division)
3. Foni Bintang Karanai - (Western Division)
4. Foni Bondali - (Western Division)
5. Foni Brefet - (Western Division)
6. Foni Jarrol - (Western Division)
7. Foni Kansala - (Western Division)
8. Fulladu East - (Upper River Division)
9. Fulladu West - (Central River Division)
10. Janjanbureh Island - (Central River Division)
11. Jarra East - (Lower River Division)
12. Jarra Central - (Lower River Division)
13. Jarra West - (Lower River Division)
14. Jokadu - (North Bank Division)
15. Kantora - (Upper River Division)
16. Kiang Central - (Lower River Division)
17. Kiang East - (Lower River Division)
18. Kiang West - (Lower River Division)
19. Kombo East - (Western Division)
20. Kombo Central - (Western Division)
21. Kombo North - (Western Division)
22. Kombo South - (Western Division)
23. Kombo-St. Mary Area - (Greater Banjul Area)
24. Lower Baddibu - (North Bank Division)
25. Lower Niumi - (North Bank Division)
26. Lower Saloum - (Central River Division)
27. Niamina Dankunku - (Central River Division)
28. Niamina East - (Central River Division)
29. Niamina West - (Central River Division)
30. Niani - (Central River Division)
31. Nianija - (Central River Division)
32. Sami - (Central River Division)
33. Sandu - (Upper River Division)
34. Upper Baddibu - (North Bank Division)
35. Upper Niumi - (North Bank Division)
36. Upper Saloum - (Central River Division)
37. Wuli - (Upper River Division)